# Isoleucas arabica
Isoleucas arabica là một loài thực vật có hoa trong họ Hoa môi. Loài này được O.Schwartz mô tả khoa học đầu tiên năm 1939.